# Artist-run space
Artist-run space — самоорганизованное выставочное пространство, руководимое художниками или независимыми кураторами.
Чаще всего термин употребляется как антоним государственной или частной художественной галереи. В основном, artist-run spaces появляются как часть городской регенерации, зачастую выступая агентами джентрификации. Неудивительно, что наиболее заметные artist-run spaces состоялись в Нью Йорке, Сан-Франциско, Лондоне, Берлине и некоторых других городах Европы.
Форма самоорганизаций была почти единственным способом существования современного искусства в СССР. Первыми прототипами современных самоорганизаций можно считать сквоты, популярные в 80–90-е в Москве и Санкт-Петербурге. Это были захваченные художниками под мастерские заброшенные или определенные под снос или капитальный ремонт здания. Среди самых известных сквотов, оставивших свой след в искусстве: «Детский сад», «Фурманный», ныне существующая как культурный центр «Пушкинская-10» и другие. 
В сентябре 1991 года в Москве по адресу Трехпрудный переулок, 3/1 открылась галерея «В Трехпрудном переулке», где жили и работали художники объединения «Товарищество “Искусство или смерть”» (Валерий Кошляков, Авдей Тер-Оганьян, Александр Сигутин и другие). Курировали галерею художники Авдей Тер-Оганьян и Константин Реунов. Являясь по сути классическим образцом западной практики artists' run space, галерея «В Трехпрудном» была для Москвы начала 1990-х новаторским экспериментом. Помещение площадью 36 кв. м было отремонтировано силами самих художников и открылось 5 сентября 1991 года выставкой-акцией «Милосердие». За два выставочных сезона «трехпрудники» организовали 95 выставок, 87 из которых прошли на площадке галереи, а 8  — за ее пределами.
В 2000-е годы в Москве уже работала АРТстрелка с галереями, ГЦСИ и еще несколько институций. Тем не менее молодые художники были никому особо не нужны: культ молодости еще не грянул и молодым податься было почти некуда. Именно тогда художник Алексей Каллима получил муниципальную мастерскую, располагавшуюся по адресу Ольховская 33, которую он совместно с группой «Радек» превратил в выставочное пространство — галерею «Франция». Первая выставка получила название «Линия горизонта»: Каллима нашёл у себя кардиограмму и решил приклеить её ночью по линии уровня земли. Он предложил каждому взять свой участок, повесить свои работы в формате А4 и открыться через неделю. Галерея просуществовала с 2001 года по 2006 год.
В Москве до 2009 года, возможно единственным пространством, объединяющим несколько artist-run spaces, была АРТСтрелка. В рамках АРТСтрелки непосредственно artist-run space можно было назвать: галерею-офис Art Business Consulting, Ru.Litvin, Электробутик, BATLOW@BELOV, галерею-витрину Давида Тер-Оганьяна, галерею Виктора Фрейденберга, московское представительство ФНО.
С середины 2000-х в России artist-run-space стал одним из главных форматов художественного эксперимента. Музей Современного Искусства «Гараж» в результате исследования российских самоорганизованных художественных инициатив с 2000 по 2015 год показал на отчетной выставке 51 проект из 9 городов. По состоянию на 2023 год в России насчитываются десятки художественных самоорганизаций. В Москве это галерея «Электрозавод», «Это не здесь» в Милютинском переулке, галерея «Бомба» в ЦТИ Фабрика, галерея Spas Setun Виталия Безпалова и Лики Сидориной, «Девятнадцать» и ряд других. 

Художник Дмитрий Филиппов, сооснователь (совместно с Леонидом Ларионовым, Натальей Тимофеевой и Владимиром Потаповым) галереи «Электрозавод», которую издание Артгид называет первой и крупнейшей, начиная с 1990-х годов, самоорганизованной инициативой, занимающейся современным искусством в Москве, определяет идейное содержание подобных проектов следующим образом: «Цель независимых инициатив не в том, чтобы полностью отказаться от уже сложившегося положения вещей и заменить его каким-то новым. Мы надеемся пробудить интерес к поиску альтернативных вариантов существования искусства, подтолкнуть к диалогу и художников, и других деятелей сферы искусства, будь то представители галерей, государственных или частных институций».